# پاراسومنیا (آلبوم)
پاراسومنیا (انگلیسی: Parasomnia) شانزدهمین آلبوم استودیویی گروه پراگرسیو متال آمریکایی دریم تیاتر است که در ۷ فوریه ۲۰۲۵ منتشر شد. این نخستین آلبوم استودیویی گروه از زمان ابرهای سیاه و روزنه‌های امید (۲۰۰۹) است که درامر اولیهٔ گروه یعنی مایک پورتنوی در آن حضور دارد. همچنین این نخستین آلبوم با پورتنوی از زمان سقوط در بی‌نهایت (۱۹۹۷) که او به‌عنوان یکی از تهیه‌کنندگان آلبوم معرفی نشده است. این اثر به جای اینکه یک آلبوم مفهومی مرسوم مبتنی بر یک روایت منسجم باشد، یک آلبوم مفهومی مضمونی در مورد خواب‌پریشی است که دربردارندهٔ طیف گسترده‌ای از تجربیات و رفتارهای غیرمعمول و نامطلوب افراد در خواب است.

## زمینه و تهیه
قصد دریم تیاتر برای کار بر روی شانزدهمین آلبوم استودیویی خود برای اولین بار حدود شش ماه پس از انتشار نمایی از بالای جهان (۲۰۱۶)، از سوی کیبوردیست جردن رادس بیان شد.
در اکتبر ۲۰۲۲، جان پتروچی، گیتاریست، اظهار داشت که دریم تیتر ضبط شانزدهمین آلبوم استودیویی خود را در اواخر سال ۲۰۲۳ آغاز خواهد کرد.
در ۲۵ اکتبر ۲۰۲۳، دریم تیتر اعلام کرد که درامر مایک منجینی پس از سیزده سال از گروه جدا و دوباره مایک پورتنوی جایگزین او می‌شود. جیمز لابری و پورتنوی تا سال ۲۰۲۲ یازده سال بود که با یکدیگر صحبت نکرده بودند. گروه تأیید کرد که پس از پانزده سال اولین آلبوم استودیویی خود را با پورتنوی ضبط خواهد کرد. پورتنوی در مصاحبه با رولینگ استون گفت: «نمی‌خواهم در مورد آن بیش از حد فلسفی باشم، اما همه ما داریم پیرتر می‌شویم. اینجا در دهه ۵۰ و ۶۰ زندگی‌مان هستیم. شما شروع به فکر کردن به این واقعیت می‌کنید که 'چقدر وقت داریم؟' من از آن متنفرم اگر قرار باشد راجر واترز–پینک فلوید یا پیتر گابریل با وضعیت جنسیس که طرفداران آن را می‌خواهند تبدیل شود، اما هرگز اتفاق نمی‌افتد.»
پیشرفت در ساخت دنبالهٔ آلبوم نمایی از بالای جهان تا فوریه ۲۰۲۴ آغاز شده بود، زمانی که پورتنوی تصاویری را در حساب اینستاگرام خود منتشر کرد و فاش کرد که آلبوم در حال ضبط است. در ۲ آوریل ۲۰۲۴، پتروچی و پورتنوی اعلام کردند که تمامی فرایند نگارش و درام به پایان رسیده است، و ضبط بعدی تا جولای همان سال انجام شد.
در ۱۰ اکتبر ۲۰۲۴، دریم تیتر ترانه «هراس شبانه» (Night Terror) را به عنوان نخستین تک‌آهنگ آلبوم منتشر کرد و عنوان، فهرست قطعات و تاریخ انتشار آلبوم را اعلام کرد. دومین تک‌آهنگ «یک مرد داغون» (A Broken Man) در ۳ دسامبر ۲۰۲۴ و پس از آن «مسیح نیمه‌شب» (Midnight Messiah) در ۲۲ ژانویه ۲۰۲۵ منتشر شد.

## بازخورد
| بررسی انتقادی        | بررسی انتقادی |
| منبع                 | رتبه‌بندی      |
| -------------------- | ------------- |
| بلبرموث              | ۹/۱۰          |
| Classic Rock         | [ ۱۷ ]        |
| Maximum Volume Music | ۹٫۵/۱۰        |
| MetalSucks           | ۴٫۵/۵         |
| اسپاتنیک‌میوزیک       | ۴٫۰/۵         |

پاراسومنیا نقدهای اکثراً مثبتی دریافت کرده است. دام لاوسون از Blabbermouth.net به آلبوم امتیاز ۹ از ۱۰ داد و آن را نشانهٔ بازگشت دریم تیتر به سبک اصلی خود توصیف کرد.
پاراسومنیا پیش از انتشار بسیار مورد انتظار بود و نشریات لاودوایر، استریوگام و آلتیمیت گیتار آن را در فهرست مورد انتظارترین آلبوم‌های خود در سال ۲۰۲۵ قرار دادند.

## فهرست قطعات
موسیقی همهٔ ترانه‌ها توسط جان پتروچی، جان میانگ، جردن رودس، جیمز لابری و مایک پورتنوی ساخته شده‌است.
| شماره      | نام                       | سراینده    | مدت   |
| ---------- | ------------------------- | ---------- | ----- |
| ۱.         | «In the Arms of Morpheus» | (بی‌کلام)   | ۵:۲۲  |
| ۲.         | «Night Terror»            | پتروچی     | ۹:۵۵  |
| ۳.         | «A Broken Man»            | لابری      | ۸:۳۰  |
| ۴.         | «Dead Asleep»             | پتروچی     | ۱۱:۰۶ |
| ۵.         | «Midnight Messiah»        | پورتنوی    | ۷:۵۸  |
| ۶.         | «Are We Dreaming?»        | (میان‌پرده) | ۱:۲۸  |
| ۷.         | «Bend the Clock»          | لابری      | ۷:۲۴  |
| ۸.         | «The Shadow Man Incident» | پتروچی     | ۱۹:۳۲ |
| مجموع مدت: | مجموع مدت:                | مجموع مدت: | ۷۱:۱۵ |

## پرسنل
دریم تیتر
- جیمز لابری – خواننده اصلی
- جان پتروچی – گیتار، آواز زمینه، تولید
- جان میانگ – بیس
- جردن رودس – کیبورد
- مایک پورتنوی – درام، سازهای کوبه‌ای، آواز زمینه

تولید
- جیمز «جیمی تی» مسلین – مهندسی، تولید اضافی، میکس «آیا رویاپردازی می‌کنیم؟»
- اندی اسنیپ – مهندسی، میکس، مسترینگ
- مارک گیتینز – میکس دالبی اتموس
- هیو سایم – کارگردانی هنری، تصویرسازی، طراحی
- مارک ماریانوویچ – عکاسی